# سی‌آرآرسی
سی‌آرآرسی (انگلیسی: CRRC) یک شرکت تولیدکننده ماشین‌های ریلی و لوکوموتیو در چین است.
این شرکت در سال ۲۰۱۵ پس از ادغام سی‌اس‌آر و چین سی‌ان‌آر تأسیس شده و سهام آن در بورس شانگهای و بورس اوراق بهادار هنگ کنگ عرضه شده‌است.